# Ernst Hasselkus
Ernst Hasselkus (* 17. September 1876 in Haspe; † 17. März 1957) war ein deutscher Schachkomponist.

## Leben
Hasselkus arbeitete ab 18. März 1908 bei Telefunken in Berlin als Oberingenieur und war  unter anderem an der Entwicklung des Trautoniums maßgeblich beteiligt. Er starb nach kurzer, schwerer Krankheit.

## Schachkomposition
Hasselkus veröffentlichte seit 1899. Er wurde als Verfasser langzügiger Selbstmattaufgaben bekannt, in denen häufig auch Unterverwandlungen vorkamen.
|   | a | b | c | d | e | f | g | h |   |
| 8 |   |   |   |   |   |   |   |   | 8 |
| 7 |   |   |   |   |   |   |   |   | 7 |
| 6 |   |   |   |   |   |   |   |   | 6 |
| 5 |   |   |   |   |   |   |   |   | 5 |
| 4 |   |   |   |   |   |   |   |   | 4 |
| 3 |   |   |   |   |   |   |   |   | 3 |
| 2 |   |   |   |   |   |   |   |   | 2 |
| 1 |   |   |   |   |   |   |   |   | 1 |
|   | a | b | c | d | e | f | g | h |   |

Lösung:

1. g7–g8T+ Kg6–f6
2. f7–f8T+ Kf6–e6
3. e7–e8T+ Ke6–d6
4. d7–d8T+ Kd6–c6
5. c7–c8T+ Kc6–b6
6. b7–b8T+ Kb6–a6
7. Th7–a7+ De4xa7 matt
Dieser Versuch, in einer Aufgabe von Shinkman zwei Türme einzusparen, erwies sich als nebenlösig: 
1. g7–g8D+ Kg6–f6
2. Dg8–f7+ Kf6–e6 oder Kf6xe7
3. f7–f8S+ Ke6–d6
4. d7–d8D+ Kd6–c6
5. Dd8–d7+ Kc6–b6
6. b7–b8D+ Kb6–a6
7. Db8–a7+ De4xa7matt